# کی تامپسون
کی تامپسون (متولد شده با نام کاترین لوئیز فینک؛ ۹ نوامبر 1909 - ۲ ژوئیه ۱۹۹۸) نویسنده، خواننده، تنظیم کننده آواز، مربی آواز، آهنگساز، نوازنده، رقصنده، بازیگر و طراح رقص آمریکایی بود. وی بیشتر به عنوان خالق کتاب‌های کودکان Eloise و به دلیل بازی در فیلم مضحک‌روی شناخته می‌شود.

## اوایل زندگی و خانواده
تامپسون در سال ۱۹۰۹ با نام کاترین لوئیز فینک در سنت لوئیس، میزوری، دومین فرزند از چهار فرزند لئو جورج فینک (۱۹۳۹–۱۸۷۴)، جواهر فروش یهودی، اتریشی‌تبار و همسر آمریکاییش هریت آدلاید متولد شد. والدین تامپسون در ۲۹ نوامبر ۱۹۰۵ در ایست سنت لوئیس، ایلینوی ازدواج کردند.
خواهر و برادر تامپسون عبارت بودند از: بلانش مارگارت هرد (۲۰۰۲–۱۹۰۷)، جورج فینک جونیور (۱۹۵۲ ۱۹۱۱) و ماریان آنتوانت دوینگز (۱۹۶۰ - ۱۹۱۲).

## کار رادیویی
تامپسون کار خود را از دهه ۱۹۳۰ به عنوان خواننده و مدیر گروه کر در رادیو آغاز کرد.

## هالیوود
در سال ۱۹۴۳، تامپسون قرارداد انحصاری با MGM امضا کرد تا به عنوان بهترین تنظیم کننده آواز، مربی آواز و مدیر گروه کر استودیو تبدیل شود. او بعنوان تنظیم کننده اصلی آواز برای بسیاری از موزیکال‌های MGM تهیه‌کننده آرتور فرید و به عنوان مربی آواز ستاره‌هایی مانند جودی گارلند، لنا هورن، فرانک سیناترا و جون الیسون فعالیت داشت.

## کلوپ شبانه
تامپسون در سال ۱۹۴۷ پس از کار در فیلم دزد دریایی برای ساختن کلوپ شبانه "کی تامپسون و برادران ویلیامز " با چهار مرد ویلیامز به عنوان خواننده و رقصنده پشتیبان خود، MGM را ترک کرد. آنها اولین حضور خود را در سال ۱۹۴۷ در لاس وگاس انجام دادند و به یک شور شبانه تبدیل شدند. در عرض یک سال، آنها پردرآمدترین کلوپ شبانه در جهان بودند و هر جا که ظاهر می‌شدند رکورد می‌زدند. او ترانه‌ها را می‌نوشت و رابرت آلتون رقص اصلی را برای این کار انجام داد.

## زندگی شخصی
تامپسون دو بار ازدواج کرد:
- جک جنی، ترومبونیست و رهبر گروه، در ۱۹۳۷ ازدواج کرد که در ۱۹۳۹ طلاق گرفت.
- ویلیام اسپیر، تهیه‌کننده رادیو، در سال ۱۹۴۲ ازدواج کرد و در سال ۱۹۴۷ طلاق گرفت.

تامپسون پس از شکست ازدواج دوم خود، رابطه ای مخفیانه با اندی ویلیامز از سال ۱۹۴۷ تا ۱۹۶۱ آغاز کرد. در دسامبر ۱۹۶۱ ویلیامز با کلودین لونگت ازدواج کرد. تامپسون به رم نقل مکان کرد و دیگر ازدواج نکرد.

## فیلم‌شناسی
- The Kid from Brooklyn (1946)
- Face Face (1957)
- به من بگو که دوست داری، جونی مون (۱۹۷۰)